# Alberto Cifuentes Martínez
Alberto Cifuentes Martínez (Albacete, 29 de maig de 1979) és un exfutbolista i entrenador castellà, que ocupava la posició de porter.
Format al planter de l'Albacete Balompié, va fitxar pel RCD Mallorca, on no es consolida al primer equip. Titular a la UD Salamanca, equip en el qual milità entre 2007 i 2009, any en què fitxà pel Real Múrcia.